# 699
Het jaar 699 is het 99e jaar in de 7e eeuw volgens de christelijke jaartelling.

## Gebeurtenissen

### Europa
- Willibrord, Engelse monnik uit Northumbria, voert een missietocht naar Magna Frisia en Denemarken. Hij bezoekt op de terugweg Helgoland en probeert tevergeefs koning Radboud te bekeren tot het christendom. (waarschijnlijke datum)

## Geboren
- Abu Hanifa, Arabisch imam en rechtsgeleerde (overleden 767)
- Dagobert III, koning van de Franken (overleden 715)

## Overleden
- Sexburga, Angelsaksisch koningin